# Obelisco a la Aurora Gloriosa
El Obelisco a la Aurora Gloriosa es un monumento que conmemora la gesta libertaria de Guayaquil, el 9 de octubre de 1820, que culminó con la Independencia de Guayaquil. Se inauguró el 9 de octubre de 1999, el día en que el entonces alcalde León Febres-Cordero entregó el Malecón 2000.

## Historia
Registra el periódico El Patriota de 1821, que la Junta Provisoria de la Provincia Libre de Guayaquil ordenó levantar este monumento en el muelle de la ciudad. Esto sólo se hizo realidad durante la alcaldía de León Febres-Cordero Ribadeneyra.

## Descripción
Es un obelisco piramidal hecho en mármol translúcido, que se ubica en la intersección del Malecón 2000 con la calle 10 de Agosto, frente a la Plaza de la Administración.